# الغارة الجوية على وادي دوم
نفذت الطائرات الفرنسية غارة جوية على وادي دوم في 16 فبراير 1986، ضد القاعدة الجوية الليبية لوادي دوم في شمال تشاد، خلال الصراع التشادي الليبي.

## الخلفية
في الاتفاق الذي تم التوصل إليه في كريت في سبتمبر 1984 بين الرئيسين الليبي والفرنسي معمر القذافي وفرانسوا ميتيران، تم الاتفاق على قيام كل من القوات الفرنسية والليبية بمغادرة تشاد، والتي كانت آنذاك مقسمة على دائرة عرض موازية 16 درجة لليبيا والحكومة الانتقالية للوحدة الوطنية المتمردة مع إبقاء سيطرة حكومة الشمال والحكومة الفرنسية والتشادية على الجنوب. وبينما احترمت فرنسا الاتفاقيات، وغادرت تشاد في عام 1984، خفضت ليبيا فقط من قواتها، لتترك 5000 رجل في البلاد.
عندما هاجمت الحكومة الانتقالية للوحدة الوطنية جنوب تشاد بأوامر من القذافي في فبراير 1986 منتهكة دائرة العرض الموازية 16 درجة، كان رد الفعل الفرنسي فوريًا: فعندما بدأت عملية الصقر في 13 فبراير، وهي العملية التي جلبت آلاف الجنود الفرنسيين إلى تشاد، تم الإعداد للغارة الجوية. كانت الخطوة الأولى هي إعادة تجميع نحو خمسة عشرة طائرة من طراز داسو ميراج إف1 ووجاغوار في بانغي وكان الهدف من العملية هو تدمير مهبط الطائرات في وادي دوم في شمال تشاد، وهو شريط طويل يبلغ 3800 متر، والذي بناه الليبيون في الفترة ما بين نوفمبر 1984 وأكتوبر 1985. وكان لوادي دوم أهمية إستراتيجية كبيرة، فمنه فقط يمكن للقاذفات الليبية مهاجمة العاصمة التشادية، انجمينا.
لقد كانت الجوانب السياسية هي الجوانب الأكثر أهمية لهذه الضربة: حيث كان وادي دوم هو رمز الازدواجية الليبية. واعتزمت الحكومة الفرنسية بعد هذا الإجراء إرسال رسالة إلى حلفائها الأفارقة، تثبت عزمها على مواجهة التوسع الليبي.

## الضربة
في 16 فبراير، غادرت ثماني طائرات جاغوار ترافقها أربع مقاتلات داسو ميراج إف1 بانغي متجهة إلى وادي دوم. عندما قامت الطائرات الفرنسية بالهجوم كانت تحلق على ارتفاع قريب جدًا من الأرض، مما منع الرادار الليبي ومنظومة سام 6 من الكشف عن الطائرات إلا بعد فوات الأوان. قامت الطائرات بالمرور مرة واحدة فقط أعلى الهدف، وأسقطت نحو أربعين قنبلة على مهبط الطائرات، لتلحق به أضرارًا بالغة وتجعله غير صالح للاستعمال بشكل مؤقت. واستمر الهجوم بأكمله أقل من دقيقة.

## ردود الفعل
بعد مرور فترة وجيزة، أعلن وزير الدفاع الفرنسي، بول كيلاس، أن مدرج الطائرات في وادي دوم قد أصبح غير صالح للاستعمال. وكانت جميع ردود الفعل السياسية في فرنسا داعمة للحكومة، باستثناء الحزب الشيوعي الفرنسي. أما بالنسبة لردود الفعل الخارجية، فقد حصل ميتيران على دعم الولايات المتحدة، وعلى دعم معظم الدول الإفريقية كما اتضح في قمة الفرانكوفونية التي عقدت في باريس في الفترة من 17 إلى 19 فبراير.
وكان أول رد فعل للقذافي هو الادعاء بأن مهبط الطائرات كان للأغراض المدنية فقط وأن الهجوم قد تسبب في وفاة تسعة مدنيين. ولكن خير دليل على تصميم القذافي جاء بعد يوم من الغارة عندما هاجمت قاذفة القنابل توبوليف تو-22 الليبية من قطاع أوزو مطار انجمينا. بقيت القاذفة بعيدة عن تغطية الرادار الفرنسي عن طريق التحليق على ارتفاع منخفض فوق الصحراء لأكثر من 1127 كم (700 ميل)، ثم أسرعت لأكثر من 1 ماخ، وارتفعت مسافة 5030 مترًا (16503 قدمًا) وألقت ثلاث قنابل ثقيلة. وعلى الرغم من السرعة والارتفاع الكبيرين، كان الهجوم دقيقًا للغاية: فقد ضُربت قنبلتان على المدرج، دمرت إحداهما المدرج، وظلت المطارات مغلقة لعدة ساعات نتيجة لذلك. تعرضت القاذفة لمشكلات تقنية في رحلة عودتها. وقد رصدت طائرات استطلاع الإنذار المبكر الأمريكية المتمركزة في السودان نداءات الاستغاثة التي بعث بها قائد القاذفة توبوليف تو-22 التي ربما تحطمت قبل الوصول إلى قاعدتها في أوزو (ربما أصابتها الأنابيب المزدوجة التي أشتعلت في مطار انجمينا).